# Women’s National Football Conference
Die Women's National Football Conference (WNFC) ist eine semi-professionelle Frauenliga für American Football in den Vereinigten Staaten. Die Liga startete 2019 in ihre erste Saison. In der kommenden Saison 2025 umfasst sie 17 Mannschaften.
Das Finale, der IX Cup, ist nach Title IX benannt, einem Gesetzesparagrafen, der seit den 1970er Jahren zur Gleichstellung von Männer- und Frauensport im High-School- und College-Sport führte. Amtierender Meister 2024 sind die Mississippi Panthers. Die vorherigen vier Meisterschaften wurden von den Texas Elite Spartans gewonnen.
Die WNFC wird seit Gründung von Adidas gesponsert. Seit der Saison 2024 werden die Spiele der Liga von DAZN übertragen, unter anderem auf dem frei empfangbaren Sender DAZN Rise. Ende 2024 sammelte die Liga eine Million US-Dollar von Investoren ein, für die weitere Entwicklung der Liga.
Die WNFC spielt grundsätzlich nach den Regeln des Collegefootballs, jedoch mit einigen eigenen Abänderungen. Zum Beispiel gibt ein Touchdown durch eine Interception neun statt der üblichen sechs Punkte.

## Geschichte
| Jahr | Sieger               | Verlierer            | Ergebnis |
| ---- | -------------------- | -------------------- | -------- |
| 2019 | Texas Elite Spartans | Utah Falconz         | 19:14    |
| 2021 | Texas Elite Spartans | San Diego Rebellion  | 27:6     |
| 2022 | Texas Elite Spartans | Utah Falconz         | 48:14    |
| 2023 | Texas Elite Spartans | Mississippi Panthers | 49:7     |
| 2024 | Mississippi Panthers | Texas Elite Spartans | 13:6     |

Die WNFC wurde 2018 gegründet. Der Spielbetrieb startete am 6. April 2019 mit 14 Teams, eine weitere Mannschaft trug Freundschaftsspiele aus. Fünf der Teams waren neu gegründet, fünf Teams hatten zuvor in der Independent Women's Football League gespielt, drei in der Women's Football Alliance und zwei in der United States Women's Football League. Im IX Cup 2019 besiegten die Texas Elite Spartans die Utah Falcons mit 19:14. Zur Saison 2020 sollte die Liga um sieben Mannschaften erweitert werden, aufgrund der COVID-19-Pandemie konnte jedoch kein Spielbetrieb stattfinden.
Am 1. Mai 2021 startete die zweite Saison der Liga. Erstmals wurden alle Spiele über den Anbieter Vyre gestreamt. Den IX Cup 2021 gewannen erneut die Texas Elite Spartans gegen die San Diego Rebellion mit 27:6. Die dritte Saison startete am 2. April 2022. Erneut konnten die Elite Spartans den IX Cup gewinnen. Auch in der Saison 2023 blieben die Texaner Sieger des Finales.
In der am 6. April 2024 startende fünfte Saison wurden die Spiele auf Caffeine TV und DAZN übertragen. Erneut standen die Texas Elite Spartans im Finale, unterlagen aber erstmals den Mississippi Panthers mit 6:13.
Die sechste Saison startet am 29. März 2025 und endet mit dem Finale Ende Juni 2025. Mit den Chicago Winds, den Atlanta Truth und den Jersey Shore Wave nehmen drei neue Teams an der Liga teil. Alle Spiele werden auf der Plattform Victory+ übertragen. Neben dem Tackle Football sollen die Clubs ab 2025 auch Flag-Football-Teams aufstellen.
Für die Saison 2026 ist unter anderem eine neue Franchise in San Jose, Kalifornien, geplant.

## Teams
| Team                   | Ort                      | Gegründet        | In der Liga seit |
| Pacific Division       | Pacific Division         | Pacific Division | Pacific Division |
| ---------------------- | ------------------------ | ---------------- | ---------------- |
| Las Vegas Silver Stars | Las Vegas, Nevada        | 2017             | 2019             |
| Los Angeles Legends    | Los Angeles, Kalifornien | 2021             | 2022             |
| Oregon Ravens          | Portland, Oregon         | 2019             | 2019             |
| San Diego Rebellion    | San Diego, Kalifornien   | 2017             | 2019             |
| Seattle Majestics      | Kent, Washington         | 2002             | 2019             |
| Utah Falconz           | Murray, Utah             | 2014             | 2019             |
| Central Division       |                          |                  |                  |
| Denver Bandits         | Aurora, Colorado         | 2018             | 2019             |
| Houston Mambas         | Missouri City, Texas     | 2022             | 2022             |
| Kansas City Glory      | Kansas City, Missouri    | 2019             | 2019             |
| Mississippi Panthers   | Jackson, Mississippi     | 2018             | 2020             |
| Texas Elite Spartans   | Addison, Texas           | 2017             | 2019             |
| Atlantic Division      |                          |                  |                  |
| Atlanta Truth          | Atlanta, Georgia         | 2024             | 2024             |
| Chicago Winds          | Chicago, Illinois        | 2024             | 2024             |
| Florida Avengers       | Jacksonville, Florida    | 2019             | 2020             |
| Jersey Shore Wave      | Paterson, New Jersey     | 2024             | 2024             |
| Tennessee Trojans      | Nashville, Tennessee     | 2022             | 2023             |
| Washington Prodigy     | Washington, D.C.         | 2012             | 2020             |

## Spielzeiten

### 2019

#### Reguläre Saison
|                        | S | N | U | SQ    | P+  | P–  |
| ---------------------- | - | - | - | ----- | --- | --- |
| Utah Falconz           | 5 | 1 | 0 | 0.833 | 224 | 075 |
| San Diego Surge        | 4 | 1 | 1 | 0.750 | 201 | 095 |
| Seattle Majestics      | 4 | 1 | 1 | 0.750 | 091 | 043 |
| Los Angeles Bobcats    | 4 | 2 | 0 | 0.667 | 093 | 049 |
| San Diego Rebellion    | 2 | 4 | 0 | 0.333 | 100 | 134 |
| Denver Bandits         | 2 | 4 | 0 | 0.333 | 091 | 155 |
| Phoenix Prowlers       | 0 | 2 | 0 | 0.000 | 000 | 052 |
| Las Vegas Silver Stars | 0 | 6 | 0 | 0.000 | 032 | 213 |

|                      | S | N | U | SQ    | P+  | P–  |
| -------------------- | - | - | - | ----- | --- | --- |
| Texas Elite Spartans | 6 | 0 | 0 | 1.000 | 232 | 025 |
| Atlanta Phoenix      | 5 | 1 | 0 | 0.833 | 217 | 071 |
| North Florida Pumas  | 3 | 3 | 0 | 0.500 | 134 | 166 |
| Alabama Fire         | 3 | 3 | 0 | 0.500 | 132 | 110 |
| Nebraska Nite Hawks  | 3 | 3 | 0 | 0.500 | 110 | 129 |
| Houston Heat         | 1 | 5 | 0 | 0.167 | 046 | 179 |
| New Orleans Hippies  | 0 | 6 | 0 | 0.000 | 019 | 226 |

### 2021

#### Reguläre Saison
|                         | S | N | U | SQ    | P+  | P–  |
| ----------------------- | - | - | - | ----- | --- | --- |
| San Diego Rebellion     | 8 | 0 | 0 | 1.000 | 257 | 052 |
| Utah Falconz            | 7 | 1 | 0 | 0.875 | 368 | 086 |
| Denver Bandits          | 4 | 2 | 0 | 0.667 | 230 | 098 |
| Las Vegas Silver Stars  | 4 | 3 | 0 | 0.571 | 178 | 119 |
| La Muerte De Las Cruces | 4 | 3 | 0 | 0.571 | 180 | 182 |
| Seattle Majestics       | 2 | 4 | 0 | 0.333 | 098 | 168 |
| Oregon Ravens           | 1 | 5 | 0 | 0.167 | 059 | 216 |
| Phoenix Prowlers        | 0 | 5 | 0 | 0.000 | 019 | 229 |
| Los Angeles Bobcats     | 0 | 6 | 0 | 0.000 | 040 | 208 |

|                       | S | N | U | SQ    | P+  | P–  |
| --------------------- | - | - | - | ----- | --- | --- |
| Texas Elite Spartans  | 8 | 0 | 0 | 1.000 | 379 | 010 |
| Alabama Fire          | 6 | 2 | 0 | 0.750 | 256 | 098 |
| Washington Prodigy    | 4 | 2 | 0 | 0.667 | 124 | 039 |
| Kansas City Glory     | 4 | 3 | 0 | 0.571 | 141 | 118 |
| Mississippi Panthers  | 4 | 3 | 0 | 0.571 | 114 | 162 |
| Atlanta Phoenix       | 3 | 3 | 0 | 0.500 | 085 | 072 |
| Philadelphia Phantomz | 3 | 3 | 0 | 0.500 | 099 | 078 |
| Florida Avengers      | 2 | 4 | 0 | 0.333 | 053 | 159 |
| Houston Heat          | 1 | 5 | 0 | 0.167 | 056 | 190 |
| Carolina Queens       | 0 | 5 | 0 | 0.000 | 012 | 153 |
| Nebraska Nite Hawks   | 0 | 6 | 0 | 0.000 | 000 | 311 |

### 2022

#### Reguläre Saison
(Quelle: )
|                        | S | N | U | SQ    | P+  | P–  |
| ---------------------- | - | - | - | ----- | --- | --- |
| San Diego Rebellion    | 6 | 0 | 0 | 1.000 | 206 | 021 |
| Denver Bandits         | 6 | 0 | 0 | 1.000 | 119 | 027 |
| Las Vegas Silver Stars | 4 | 2 | 0 | 0.667 | 108 | 080 |
| Utah Falconz           | 3 | 3 | 0 | 0.500 | 126 | 051 |
| Los Angeles Legends    | 2 | 4 | 0 | 0.333 | 061 | 119 |
| Oregon Ravens          | 2 | 4 | 0 | 0.333 | 054 | 109 |
| Seattle Majestics      | 1 | 5 | 0 | 0.167 | 059 | 146 |
| Phoenix Prowlers       | 0 | 6 | 0 | 0.000 | 013 | 193 |

|                       | S | N | U | SQ    | P+  | P–  |
| --------------------- | - | - | - | ----- | --- | --- |
| Atlanta Phoenix       | 6 | 0 | 0 | 1.000 | 149 | 006 |
| Texas Elite Spartans  | 6 | 0 | 0 | 1.000 | 215 | 045 |
| Washington Prodigy    | 4 | 2 | 0 | 0.667 | 129 | 049 |
| Kansas City Glory     | 4 | 2 | 0 | 0.667 | 125 | 068 |
| Alabama Fire          | 3 | 3 | 0 | 0.500 | 176 | 082 |
| Mississippi Panthers  | 3 | 3 | 0 | 0.500 | 114 | 114 |
| Florida Avengers      | 1 | 5 | 0 | 0.167 | 033 | 194 |
| Philadelphia Phantomz | 0 | 6 | 0 | 0.000 | 016 | 188 |
| Houston Heat          | 0 | 6 | 0 | 0.000 | 038 | 249 |

#### Playoffs
| Viertelfinale        | Viertelfinale | Viertelfinale          |
| -------------------- | ------------- | ---------------------- |
| Texas Elite Spartans | 34:14         | Kansas City Glory      |
| San Diego Rebellion  | 15:23         | Utah Falconz           |
| Atlanta Phoenix      | 7:0           | Alabama Fire           |
| Denver Bandits       | 19:14         | Las Vegas Silver Stars |
| Halbfinale           |               |                        |
| Denver Bandits       | 14:20         | Utah Falconz           |
| Texas Elite Spartans | 30:10         | Atlanta Phoenix        |
| IX Cup 2023          |               |                        |
| Texas Elite Spartans | 48:12         | Utah Falconz           |

### 2023

#### Reguläre Saison
|                        | S | N | U | SQ    | P+  | P–  |
| ---------------------- | - | - | - | ----- | --- | --- |
| Utah Falconz           | 6 | 0 | 0 | 1.000 | 167 | 066 |
| San Diego Rebellion    | 4 | 2 | 0 | 0.667 | 188 | 042 |
| Las Vegas Silver Stars | 3 | 3 | 0 | 0.500 | 066 | 070 |
| Oregon Ravens          | 2 | 4 | 0 | 0.333 | 028 | 147 |
| Los Angeles Legends    | 2 | 4 | 0 | 0.333 | 072 | 119 |
| Seattle Majestics      | 1 | 5 | 0 | 0.167 | 058 | 136 |

|                      | S | N | U | SQ    | P+  | P–  |
| -------------------- | - | - | - | ----- | --- | --- |
| Texas Elite Spartans | 6 | 0 | 0 | 1.000 | 235 | 25  |
| Mississippi Panthers | 5 | 1 | 0 | 0.833 | 140 | 108 |
| Houston Mambas       | 3 | 3 | 0 | 0.500 | 073 | 112 |
| Denver Bandits       | 2 | 4 | 0 | 0.333 | 068 | 112 |
| Kansas City Glory    | 2 | 4 | 0 | 0.333 | 056 | 119 |

|                    | S | N | U | SQ    | P+  | P–  |
| ------------------ | - | - | - | ----- | --- | --- |
| Atlanta Phoenix    | 5 | 1 | 0 | 0.833 | 219 | 019 |
| Washington Prodigy | 4 | 2 | 0 | 0.667 | 181 | 034 |
| Philly Phantomz    | 1 | 5 | 0 | 0.167 | 054 | 156 |
| Tennessee Trojans  | 1 | 5 | 0 | 0.167 | 024 | 167 |
| Florida Avengers   | 1 | 5 | 0 | 0.167 | 015 | 212 |

#### Playoffs
| Viertelfinale        | Viertelfinale | Viertelfinale        |
| -------------------- | ------------- | -------------------- |
| Texas Elite Spartans | 34:7          | Denver Bandits       |
| Utah Falconz         | 20:48         | San Diego Rebellion  |
| Atlanta Phoenix      | 7:12          | Washington Prodigy   |
| Mississippi Panthers | 23:7          | Houston Mambas       |
| Halbfinale           |               |                      |
| Mississippi Panthers | 46:26         | Washington Prodigy   |
| Texas Elite Spartans | 34:6          | San Diego Rebellion  |
| IX Cup 2023          |               |                      |
| Mississippi Panthers | 7:49          | Texas Elite Spartans |

### 2024

#### Reguläre Saison
|                        | S | N | U | SQ    | P+  | P–  |
| ---------------------- | - | - | - | ----- | --- | --- |
| San Diego Rebellion    | 6 | 0 | 0 | 1.000 | 165 | 026 |
| Seattle Majestics      | 4 | 2 | 0 | 0.667 | 155 | 118 |
| Utah Falconz           | 3 | 3 | 0 | 0.500 | 102 | 087 |
| Las Vegas Silver Stars | 2 | 4 | 0 | 0.333 | 085 | 113 |
| Oregon Ravens          | 1 | 5 | 0 | 0.167 | 024 | 177 |
| Los Angeles Legends    | 1 | 5 | 0 | 0.167 | 040 | 092 |

|                      | S | N | U | SQ    | P+  | P–  |
| -------------------- | - | - | - | ----- | --- | --- |
| Mississippi Panthers | 6 | 0 | 0 | 1.000 | 135 | 054 |
| Texas Elite Spartans | 5 | 1 | 0 | 0.833 | 163 | 042 |
| Kansas City Glory    | 4 | 2 | 0 | 0.667 | 109 | 087 |
| Denver Bandits       | 3 | 3 | 0 | 0.500 | 056 | 070 |
| Houston Mambas       | 1 | 5 | 0 | 0.167 | 052 | 127 |

|                    | S | N | U | SQ    | P+  | P–   |
| ------------------ | - | - | - | ----- | --- | ---- |
| Washington Prodigy | 4 | 1 | 1 | 0.750 | 170 | 0720 |
| Atlanta Phoenix    | 3 | 2 | 1 | 0.583 | 088 | 030  |
| Tennessee Trojans  | 3 | 3 | 0 | 0.500 | 052 | 069  |
| Philly Phantomz    | 1 | 5 | 0 | 0.167 | 053 | 057  |
| Florida Avengers   | 0 | 6 | 0 | 0.000 | 035 | 263  |